# Johan Edvard Ericsson
Johannes ("Johan") Edvard Ericsson, född 23 juli 1836 i Göteborg, död 5 juli 1871 i Stockholm, var en svensk skulptör och medaljgravör. 
Ericsson arbetade först som tobaksarbetare. Hans konstnärliga begåvning observerades när han deltog i teckningskurser vid Göteborgs slöjdskola där han erbjöds att studera vidare för Gustaf Brusewitz. Med stöd av mecenater i Göteborg studerade han vidare för Johan Peter Molin vid Konstakademien i Stockholm, där han med avbrott för ett års studier i Köpenhamn deltog i undervisningen 1856-1863. Han medverkade från 1858 i akademiens utställningar och tilldelades flera utmärkelser bland annat en kunglig medalj. Akademien arbetade för att ett Statligt stipendium tilldelades honom så han kunde studera för Harald Conradsen och J. A. Jerichau i Köpenhamn 1861-1862. Han tilldelades ett treårigt stipendium 1863   som möjliggjorde att han kunde studera för Oudiné och Tasset i Paris 1864-1867. Därefter studerade han vidare i Tyskland och Italien 1868. Under perioden utomlands utförde han statyetter och försökte delvis tillämpa nordiska stilar på konstindustriella föremål, men huvudsakligen arbetade han på att höja den svenska medaljgravyren, som vid denna tid hade sjunkit allt sedan Ljungberger och Fehrmans dagar. Han erhöll Statens medaljörarvode och valdes in i Konstakademien 1869. 
Ericsson visade tidigt stora anlag som medaljgravör och fick i uppdrag att utföra bland andra medaljerna över industriutställningen i Stockholm 1866 och Lunds universitets jubelfest 1868. Han utförde, trots tilltagande sjuklighet, flera medaljongporträtt, statyetter och grupper, bland annat Tiggargosse och Moder som leker med sina barn. Av hans arbeten märks en bronsrelief visande Karl XV mottagande konstens hyllning på Göteborgs konstmuseum och den så kallade Idunskålen, idag på Nationalmuseum, med reliefer ur den nordiska mytologin. Ericsson är representerad vid Nationalmuseum och Göteborgs konstmuseum. Hans levnadsöde har beskrivits i en av Ernst Josephsons dikter ingående i samlingen Gula rosor.
Han var son till sjöartilleristen och tobaksarbetaren Johannes Ericsson Storm och Inga Svensdotter och från 1870 gift med Rosalie Sofia Kihlgren.